# Empire (videojuego de 1977)
Empire es un juego de guerra por turnos de 1977 con reglas sencillas. El juego fue concebido por Walter Bright, comenzando en 1971, basado en varias películas de guerra y juegos de mesa, especialmente Battle of Britain y Risk. El juego fue porteado a muchas plataformas en los años 70 y 80. Varias versiones comerciales también fueron lanzadas, a menudo añadiendo gráficos básicos a la interfaz originalmente de texto. La jugabilidad básica recuerda fuertemente a varios juegos modernos, como Civilization, el cual se inspiró parcialmente en Empire.

## Jugabilidad
Al comienzo de un nuevo juego, un mapa de juego es generado al azar en una grilla. El mapa normalmente consiste en numerosas islas, aunque una variedad de algoritmos fueron utilizados en diferentes versiones del juego, produciendo estilos de mapa distintos. Las ciudades se encuentran distribuidas por la tierra de forma aleatoria. Los jugadores comienzan el juego controlando una de las ciudades cada uno. El área alrededor de la ciudad es visible, pero el resto del mapa mundial estará en negro.
La ciudad puede ser configurada para armar ejércitos, aviones, y varios tipos de naves. Las ciudades demoran una cantidad particular de turnos para producir varias unidades, generalmente siendo los ejércitos las más rápidas. Los jugadores mueven estas unidades por el mapa para explorar el mundo, por lo general viendo la tierra en un radio de un cuadrado alrededor de la unidad. Al explorar, encontrarán otras ciudades en un principio independientes, y podrán capturarlas con sus ejércitos. Las ciudades capturadas pasarán a producir unidades nuevas.
A medida que la colección de ciudades del jugador crece, podrán separar algunas para producir unidades que consuman más tiempo, como los acorazados. Deberán usar estas fuerzas para tomar todas las ciudades del mapa, incluyendo aquellas que le pertenezcan a otros jugadores, que a menudo son controladas por el motor de juego de la computadora.

## Historia y desarrollo
Walter Bright creó Empire como un juego de guerra de mesa cuando era niño, inspirado por Risk, Stratego y la película Battle of Britain. La jugabilidad le resultó tediosa, pero luego se dio cuenta de que una computadora podría manejar la jugabilidad y servir como oponente de CPU. La versión inicial de computadora de Empire fue escrita en BASIC, antes de ser reescrita alrededor de 1977 en el lenguaje de programación FORTRAN para la computadora PDP-10 en Caltech. Esta versión se propagó de forma viral a otras PDP-10, que eran sistemas comunes en los tiempos compartidos. Luego, Bright reprogramó el juego en lenguaje ensamblador en un Heathkit H11 y lo distribuyó comercialmente. Vendió dos copias.
En algún punto, alguien logró burlar los sistemas de seguridad en Caltech, y tomó una copia del código fuente de la versión de FORTRAN/PDP-10 del juego. Este código fue modificado continuamente, siendo pasado de persona a persona. Finalmente, fue encontrado en una computadora en Massachusetts por Herb Jacobs y Dave Mitton. Ellos portearon el código al sistema operativo VAX/VMS y, bajo el alias de «Mario DeNobili y Paulson», subieron el programa a DECUS, un grupo de usuarios grande. Los programas de DECUS a menudo se instalaban en computadoras DEC nuevas en el momento de entrega, por lo que Empire se propagó todavía más. Finalmente, Bright se enteró de esto y, en 1983, contactó a DECUS, quienes posteriormente acreditaron a Bright en la descripción del catálogo del programa, y reañadieron su nombre en el código fuente.[cita requerida]
En 1984, Bob Norby de Fort Lauderdale, Florida, porteó la versión de DECUS de la VAX a la PC como shareware. En 1987, Chuck Simmons reimplementó el juego en C utilizando la librería de cursos de UNIX para aprovechar su soporte para terminales de diferentes celdas de caracteres. Eric S. Raymond mantiene una copia de esta versión, y ha compartido alguna versión con proyectos de código abierto.
En 1996, Computer Gaming World declaró al Empire original como el 8.º mejor juego de computadora jamás lanzado. El columnista de juegos de guerra de la revista, Terry Coleman, lo nombró como su candidato al segundo mejor juego de guerra de computadora lanzado a finales de 1996, detrás de Panzer General.

### Empire: Wargame of the Century
Luego, Bright reprogramó el juego en C en una IBM PC. Con expectativas comerciales bajas, publicó un anuncio en la sección «software recibido» en la revista BYTE de enero de 1984, y recibió una avalancha de pedidos. Luego de escribirle a muchas compañías de software (incluyendo a Brøderbund, Sirius Software, Simon & Schuster, subLOGIC, Epyx y MicroProse), licenció el juego a una pequeña compañía de software llamada Interstel. Mark Baldwin fue traído para ser coautor del juego rediseñándolo para el mercado comercial. A partir de 1987 aproximadamente, Empire: Wargame of the Century fue producido para Atari ST, Amiga, Commodore 64, Apple II, Macintosh y DOS.[cita requerida]

### Empire Deluxe
A comienzos de los 90, Mark Baldwin y Bob Rakowsky reescribieron el juego, llamándolo Empire Deluxe, para DOS, Mac OS y Windows, lanzado en 1993 por New World Computing. Empire Deluxe mantuvo la jugabilidad vieja de la versión de Interstel en el juego estándar, incorporando una versión básica para principiantes, un juego avanzado con nuevas unidades como Bombardero y Armado, y mapas con un tamaño de hasta 200 x 200.[cita requerida]
Un paquete de expansión, Empire Deluxe Scenarios, fue producido más adelante en 1993, incluyendo una herramienta de estadísticas de mapas y escenarios, otra herramienta aleatorizadora de mapas (los mapas al azar estaban presentes en la versión de Interstel, pero no en Empire Deluxe), parches de mejoras para las versiones de DOS y Windows, y una colección de 37 escenarios (con mapas adicionales) de diseñadores «celebridades», muchos de ellos famosos en la industria de los juegos, incluyendo a Will Wright, Jerry Pournelle, Jim Dunnigan, Johnny Wilson (editor de Computer Gaming World), Gordon Walton, Don Gilman (arquitecto de la serie Harpoon), Trevor Sorensen (diseñador de la serie Star Fleet), y los autores del juego, Mark Baldwin y Bob Rakosky.
Computer Gaming World en 1993 llamó a Empire Deluxe «una adicción bienvenida a la librería de todo gamer de estrategia serio». Una encuesta de 1993 en la revista de juegos de guerra le dio al juego cuatro estrellas de cinco, señalando fallas pero afirmando que «Aun así, sigo jugando». Disfrutó de un gran éxito, y fue declarado uno de los mejores juegos de todos los tiempos por Gamespy. Empire Deluxe fue reseñado en 1993 en la revista 195 de Dragon por Hartley Patricia y Kirk Lesser en la columna «el rol de las computadoras». Los críticos le dieron al juego 4 de 5 estrellas. En 1994, PC Gamer US nombró a Empire Deluxe el 35.º mejor juego de computadora de la historia. Los editores llamaron al sistema de juego «elegante» y «adaptable», capaz de permitir rejugabilidad «casi ilimitada».
Computer Gaming World en 1993 dijo que Empire Deluxe Scenarios ofrecía «mucho valor» a los fanes del juego.

### Killer Bee Software
En invierno de 2002, Mark Kinkead de Killer Bee Software compró los derechos de Empire Deluxe de Mark Baldwin y Bob Rakowsky, y, en 2003, produjo una nueva versión llamada Empire Deluxe Internet Edition (EDIE) para Windows. Este fue básicamente un port del código producido por Baldwin y Rakowsky en 1993 con algunos cambios, como un tamaño de mapa un poco más grande (255 x 255), pero no añadió ninguna regla nueva. Un año después, Kinkead crearía una versión «mejorada» con unidades y reglas nuevas, incluyendo artillería, ingenieros y unidades orbitales. La compañía produjo muchas otras ediciones para Windows, Android y iOS.[cita requerida]

## Secuela
En 1995, New World Computing distribuyó una secuela llamada Empire II: The Art of War. Mientras que el original había sido un juego de estrategia por turnos, Empire II cambió a táctica por turnos: ya no cuenta con más construcción de imperios ni producción de unidades, pero la complejidad y el realismo de las batallas fueron mejorados con características como reglas morales y varios niveles de daño. Las campañas jugables consisten en un conjunto de batallas históricas o ficticias. La función de editor del juego fue mejorada permitiendo al usuario diseñar no solo mapas y campañas nuevos, sino también unidades nuevas con gráficos y sonidos nuevos.

## Legado
Existen ports y código fuente para los sistemas operativos para la PC moderna; se encuentran gratis en la página web Classic Empire de Walter Bright.
Sid Meier ha dicho que Empire inspiró su serie de Civilization.